# Pedro Antonio Acuña y Cuadros
Pedro Antonio Acuña y Cuadros   (Baeza, 13 de març de 1786 - Andújar, 9 de gener de 1850) fou un polític andalús, ministre durant la minoria d'edat d'Isabel II d'Espanya.

## Biografia
Pertanyia a una família benestant, va fer els primers estudis a Archidona i a Baeza, i durant molts anys es dedicà al comerç i a la gestió de les seves propietats, situades a la senyoria de la Torre de Acuña-Valenzuela i a la vall de Gordexola, a les Encartaciones. Fou escollit diputat per la província de Jaén a les Corts de 1834, 1836, 1837, 1839 i 1841. Fou escollit president del Congrés dels Diputats de l'1 al 30 d'abril de 1837. Entre juliol i agost de 1837 fou nomenat ministre de la Governació en el gabinet de José María Calatrava. Fou nomenat novament president del Congrés del 27 de desembre de 1841 al 16 de juliol de 1842. També va ser senador per la província de Jaén de 1837 a 1839 i en 1843. Va morir d'un atac cerebral el 9 de gener de 1850.